# Locke & Key (série de televisão)
Locke & Key é uma série de televisão norte-americana desenvolvida por Carlton Cuse, Meredith Averill e Aron Eli Coleite para a Netflix, baseado na série de histórias em quadrinhos de mesmo nome de Joe Hill e Gabriel Rodriguez, publicada pela editora IDW Publishing, e que teve sua estreia em 7 de fevereiro de 2020.
Em 30 de março de 2020 a Netflix anunciou que a série havia sido renovada para uma segunda temporada que estreou em 22 de outubro de 2021. Em 18 de dezembro de 2020, antes da estreia da segunda temporada, a série foi renovada para uma terceira temporada que estreou em 10 de agosto de 2022.  Em abril de 2022, foi anunciado que a terceira temporada seria sua última temporada, conforme planejado pelos criadores.

## Sinopse
Depois que Rendell Locke é assassinado pelas mãos do ex-aluno Sam Lesser, sua esposa Nina é forçada a se mudar com seus três filhos Tyler, Kinsey e Bode de Seattle para Matheson, Massachusetts, e a residir na casa da família de Rendell, Keyhouse. As crianças logo descobrem uma série de chaves misteriosas em toda a casa que podem ser usadas para abrir várias portas de maneira mágica. No entanto, eles tomam conhecimento de uma entidade demoníaca que também está procurando as chaves para seus próprios propósitos malévolos.

## Elenco

### Principal
- Darby Stanchfield como Nina Locke, a matriarca da família Locke.
- Connor Jessup como Tyler Locke, o filho mais velho da família Locke.
- Emilia Jones como Kinsey Locke, a filha do meio e única filha da família Locke.
- Jackson Robert Scott como Bode Locke, o filho mais novo da família Locke.
- Petrice Jones como Scot Cavendish, cineasta britânico na Matheson Academy, e um interesse amoroso de Kinsey.
- Laysla de Oliveira como Dodge, a "boa dama" de Keyhouse, que era o demônio que possuía Lucas.
- Griffin Gluck como Gabe, Um novo aluno da Matheson Academy e um interesse amoroso de Kinsey.
- Aaron Ashmore como Duncan Locke (temporada 2; recorrente temporada 1), irmão mais novo de Rendell.
- Hallea Jones como Eden Hawkins (temporada 2; recorrente temporada 1), a melhor amiga de Jackie e inimiga de Kinsey.

### Recorrente
- Bill Heck como Rendell Locke, o patriarca da família Locke e o falecido marido de Nina.
- Sherri Saum como Ellie Whedon, uma velha amiga de Rendell que namorou seu melhor amigo, Lucas, no ensino médio; professora de educação física na Academia Matheson.
- Thomas Mitchell Barnet como Sam Lesser, aluno de Rendell, que o mata.
- Kevin Alves como Javi, amigo de Tyler, que está no time de hóquei com ele na Academia Matheson.
- Genevieve Kang como Jackie Veda, uma garota que Tyler tem uma queda.
- Kolton Stewart como Brinker Martin, amigo de Javi e Tyler.
- Asha Bromfield como Zadie Wells, uma das amigas de Scot.
- Jesse Camacho como Doug Brazelle, um dos amigos de Scot.
- Eric Graise como Logan Calloway, um aluno deficiente na Matheson Academy, e amigo de Tyler e Jackie.
- Felix Mallard como Lucas Caravaggio, o melhor amigo de Rendell no ensino médio.
- Steven Williams como Joe Ridgeway, reitor da 11.ª série e professor de inglês de Tyler na Matheson Academy.
- Coby Bird como Rufus Whedon, filho adotivo de Ellie e jardineiro da Keyhouse.

## Episódios
PRIMEIRA TEMPORADA (2020)
| N.º | Título                                                 | Dirigido por         | Escrito por                    | Lançamento             |
| --- | ------------------------------------------------------ | -------------------- | ------------------------------ | ---------------------- |
| 1 | "Welcome to Matheson" Michael" "Bem-vindos a Matheson" | Michael morris       | Joe Hill e Aron Eli Coleite    | 7 de fevereiro de 2020 |
| Um homem, depois de receber um telefonema, pega uma chave e a insere no peito, fazendo com que ele e sua casa sejam incinerados. Três meses depois, a família Locke se muda para Matheson, Massachusetts, após o assassinato do patriarca da família Rendell. Eles se mudam para Keyhouse, a casa ancestral de Rendell, com a ajuda do irmão mais novo de Rendell, Duncan. O filho mais novo de Locke, Bode, atravessa a casa do poço, onde ouve a voz de uma mulher que afirma ser o seu eco. Quando o filho mais velho Tyler e a filha Kinsey começam a escola, Bode explora Keyhouse e ouve sussurros estranhos que o levam a chaves mágicas escondidas por toda a casa. Ele encontra a Chave em Qualquer Lugar, que pode ser usada em qualquer porta para viajar para qualquer lugar que ele tenha visto, e a Chave de Espelho, que abre um portal para uma dimensão dentro de qualquer espelho. A mãe das crianças Locke, Nina, fica preso na dimensão do espelho. Echo diz a Bode que ela pode salvar sua mãe se ele lhe der a Chave em Qualquer Lugar. Ele faz isso, mas ela usa a chave para escapar da casa do poço. Tyler e Kinsey chegam a tempo de ajudar Nina a sair do espelho. Echo se encontra com Sam Lesser, atualmente na prisão por ter matado Rendell. |                                                        |                      |                                |                        |
| 2 | "Trapper / Keeper"" "Armadilha"                        | Michael morris       | Liz Phang                      | 7 de fevereiro de 2020 |
| Os filhos de Locke descobrem que sua mãe não se lembra de ter ficado presa na dimensão do espelho. Na escola, Tyler se interessa por Jackie, enquanto Kinsey luta para se encaixar até que ela conhece Scot e outros do "esquadrão Savini", que estão tentando fazer um filme de terror de orçamento, e cautelosamente se junta a eles. Bode teme que Echo volte e se una a Rufus, o jovem zelador de Keyhouse. Com a ajuda de Rufus, Bode tenta armar uma armadilha para Echo, mas quando ela retorna após usar a Chave de qualquer lugar para viajar pelo mundo, ela vê através dela e avisa Bode para não desapontá-la. Bode encontra outra chave e, depois de ver um buraco de fechadura aparecer na nuca de um balconista, tenta usá-la em si mesmo assim que Tyler e Kinsey chegam em casa. Eles descobrem que Bode usou a chave da cabeça, permitindo-lhes entrar em uma representação de sua mente. |                                                        |                      |                                |                        |
| 3 | "Head Games" "Viajando"                                | Michael morris       | Tim Southam e Meredith Averil  | 7 de fevereiro de 2020 |
| Tyler e Kinsey vão com Bode em sua mente, que armazena algumas memórias de Rendell. Echo viaja para a casa incendiada onde o homem se matou com uma chave, e ela recupera a chave intacta. Depois de um jogo de hóquei, Tyler encontra um dos valentões da escola dando em cima de Kinsey, e ele espanca o valentão devido à culpa reprimida, uma decisão que o coloca em apuros com Joe Ridgeway. No dia seguinte, Tyler permite que Kinsey use a Chave da Cabeça para entrar em sua mente, inspirada em um shopping center, para encontrar mais lembranças de seu pai. Os dois são perseguidos por uma representação do medo de Kinsey antes de escaparem. Enquanto isso, Bode encontra a Chave Fantasma, que liberta sua alma de seu corpo e permite que ele fale com os mortos, incluindo seu tataravô Chamberlain Locke, que menciona que Rendell e Duncan o visitaram frequentemente quando eram mais jovens. Nina sai para jantar com Ellie, a velha amiga de Rendell, e quando Nina menciona Bode procurando a casa do poço, Ellie fica gravemente preocupada. Kinsey pula um encontro com Scot para usar a Chave da Cabeça em si mesma, mais tarde arrastando a representação de seu medo para fora de sua mente e enterrando-a.                                   |                                                        |                      |                                |                        |
| 4 | "The Keepers of the Keys"" "Os Guardiões das Chaves"   | Tim Southam          | Mackenzie Dohr                 | 7 de fevereiro de 2020 |
| Kinsey se tornou mais aberto e envolvente na escola no dia seguinte; ela diz a Tyler que ela usou a Chave Principal para tirar a manifestação de seu medo de sua mente. Conversando mais com Ellie, Nina descobre que a maioria dos amigos de Rendell estão mortos, com Mark Cho recentemente morto em um incêndio em casa; fora de Ellie, apenas Erin Voss está viva, mas ela vive em um centro psiquiátrico. Ellie ajuda Nina a derrubar uma parede colocada no porão da casa para bloquear uma sala de recreação, onde Nina encontra um armário antigo. Kinsey convida Scot a voltar para sua casa e usa a Chave da Cabeça para mostrar a ele sua mente, onde eles se beijam. Na noite seguinte, Echo aparece e tenta pegar a Chave Principal de Bode, mas Bode percebe que ela só pode pegá-la se ele voluntariamente a der a ela.Echo desaparece e retorna para Sam, dando a ele a chave recuperada de Mark |                                                        |                      |                                |                        |
| 5 | "Family Tree"" "Árvore de Lembranças"                  | Mark Tonderai Hodges | Andreas Fischer Centeno        | 7 de fevereiro de 2020 |
| Tyler e Kinsey são atraídos para outra chave oculta, que eles descobrem ser a chave da caixa de música; quando inserido em uma caixa de música, permite que o portador controle as ações de uma pessoa. Na escola, Eden insulta Scot, e para se vingar dela, Kinsey e Gabe usam a Music Box Key nela, que Tyler vê quando suas ações embaraçosas são registradas nas redes sociais. Tyler avisa Kinsey sobre abusar dos poderes principais, não querendo chamar atenção. Naquela noite, Tyler e Kinsey ouvem mais sussurros e encontram a Chave da Planta no cemitério. Quando o usam em uma árvore próxima, vários potes são arrancados do solo. Os potes contêm memórias da infância de Duncan e encontram uma de um jovem Rendell espancando seu amigo Lucas Caravaggio até a morte. Enquanto isso, Nina começa a suspeitar de uma cicatriz no peito de Ellie que é idêntica a uma que Rendell tinha. Contudo, Ellie se recusa a dizer qualquer coisa sobre isso. Mais tarde, Nina recebe uma mensagem de Joe, dizendo que ele viu algo estranho e precisava mostrar a ela. Quando ela chega em sua casa, ela o encontra morto por asfixia e imediatamente chama a polícia. Sem o conhecimento de Nina, Ellie está se escondendo do lado de fora da casa de Joe.         |                                                        |                      |                                |                        |
| 6 | "The Black Door"" "A Porta Preta"                      | Mark Tonderai Hodges | Brett treacy e Dan Woodward    | 7 de fevereiro de 2020 |
| Nina tenta convencer a polícia de que Ridgeway não se matou, mas falha. Kinsey confronta Duncan sobre as memórias, mas ele não tem nenhuma lembrança de qualquer um dos eventos, exceto vagamente se lembra de algumas cavernas perto da linha da costa. Kinsey convence o esquadrão de Savini a filmar nessas cavernas como pretexto para explorar mais. Lá dentro, ela encontra uma porta em forma de ômega. Como a maré sobe rapidamente, Kinsey tem que ser arrastada para longe da porta por seus amigos, e todos eles fogem para escapar da caverna. Scot está furioso com ela, mas Gabe considera suas ações corajosas e começa a se aproximar dela. Echo vai a uma festa onde Tyler está ficando bêbado e irritando Jackie. Enquanto Tyler sai furioso, Echo se apresenta como Dodge para ele e começa a flertar com ele. Sam usa o Matchstick Key Echo que lhe deu para incendiar a prisão e escapar, fazendo o seu caminho para Keyhouse. |                                                        |                      |                                |                        |
| 7 | "Dissection"" "Dissecação"                             | Dawn Wilkinson       | Michael D.Fuller               | 7 de fevereiro de 2020 |
| Em flashbacks, Sam está sendo consolado por Rendell. Enquanto espera sozinho, Sam vê uma foto de Keyhouse com Dodge provocando-o para ler os relatórios de Rendell, que mostram que Sam tem problemas de saúde mental. Sentindo-se traído pelos Lockes, está implícito que foi isso que o levou ao assassinato de Rendell. No presente, Sam faz o refém Lockes, exigindo que eles entreguem a Chave Principal. Kinsey afirma que está enterrado do lado de fora, direcionando-o para onde ela enterrou seu monstro do medo. Durante a ausência de Sam, Tyler ajuda a libertar Nina, e quando Sam retorna após dominar o medo de Kinsey, Tyler usa a Chave Principal nele. O eu interior de Sam está se desculpando. Tyler percebe que ele não causou a morte de seu próprio pai quando Sam explica que o assassinato de Rendell não foi planejado e que ele simplesmente queria encontrar as chaves para Dodge. Sam remove a Chave da Cabeça de seu próprio pescoço assim que Dodge aparece. Ela o esfaqueia e pega todas as chaves antes de desaparecer. Quando a polícia chega, Sam tenta sair por uma porta, percebendo tarde demais que ela foi destrancada com a Chave Fantasma, e sua forma etérea é separada de seu corpo agora morto.                               |                                                        |                      |                                |                        |
| 8 | "Ray of F**king Sunshine" "Caneca Especial"            | Dawn Wilkinson       | Vanessa Rojas                  | 7 de fevereiro de 2020 |
| Nina começa a beber na esteira dos acontecimentos recentes, o que a faz começar a se lembrar de alguns dos acontecimentos envolvendo as chaves. Ela usa a Chave de Emendas, que permite que um gabinete restaure objetos danificados à sua forma original. Tyler e Kinsey acham que, embora ter essas memórias possa ser útil, eles preferem ter Nina sóbria e convencê-la a parar de beber. Tyler e Kinsey viajam para a caverna com a Porta Omega e encontram uma lista dos "Guardiões das Chaves" que inclui Rendell e seus amigos. Kinsey decide visitar Erin nas instalações onde ela mora. Dodge bate nela e usa a Chave da Cabeça para encontrar a localização da Chave Omega de Erin. No momento em que Kinsey chega, Erin identifica Dodge como Lucas, um dos velhos amigos de Rendell. Dodge, tendo assumido a forma de Lucas usando a chave de identidade, está ficando com Ellie e Rufus. Depois que Nina quebra a urna contendo as cinzas de Rendell em um acesso de raiva, Tyler localiza a Chave Omega entre as cinzas porque Rendell a escondeu dentro de sua própria cabeça. |                                                        |                      |                                |                        |
| 9 | "Echoes"" "Ecos"                                       | Vincenzo Natali      | Meredith Averil e Liz Phang    | 7 de fevereiro de 2020 |
| Os filhos de Locke confrontam Ellie sobre Lucas, e ela explica que, anos antes, seu namorado Lucas havia sido possuído por algo que veio pela Porta Omega e matou dois de seus amigos antes de Rendell matá-lo. Ellie e seus amigos esconderam todas as evidências disso, incluindo a remoção das memórias de Duncan, e se separaram e esconderam as chaves para evitar que alguém as usasse novamente. No entanto, anos depois, ainda com saudade de Lucas, Ellie usou a Echo Key na casa do poço para tentar trazê-lo de volta, apenas para trazer de volta a entidade que o possuía. Ellie ligou para Mark sobre o assassinato de Rendell para que ele usasse a chave Matchstick para se imolar e manter os locais mapeados das outras chaves longe de Dodge. Assim que Dodge escapou da casa do poço, ela assumiu a forma de Lucas para morar com Ellie e Rufus, coagindo Ellie a roubar a coroa das sombras de Keyhouse. Ellie e Rufus pegam a Chave das Sombras e voltam para sua casa para recuperar a coroa. Dodge está de volta à casa, porém, esperando por eles, e ele pega a Chave da Sombra de Ellie para usar para si mesmo. |                                                        |                      |                                |                        |
| 10 | "Crown of Shadows" "Coroa das Sombras"                 | Vincenzo Natali      | Carlton Cuse e Meredith Averil | 7 de fevereiro de 2020 |
| Agora possuindo a Coroa das Sombras, Dodge ataca Keyhouse em busca da Chave Omega. Após Bode destruir a sombra de Dodge usando a chave Matchstick, Dodge é encontrado inconsciente. Tyler e Kinsey a enviam de volta pela Porta Omega com a ajuda de Scot, Gabe, Jackie e Eden. Bode encontra Rufus ferido, mas vivo, mas não descobre nenhum sinal de Ellie. Rufus é enviado para viver com sua tia e tio em Nebraska. Os Lockes decidem ficar em Matheson, e Kinsey começa a namorar Gabe, sem saber que ele é outra forma de Dodge; Dodge usou a Chave de Identidade para mudar a forma de Ellie para Dodge, e Ellie foi quem os amigos jogaram pela Porta Omega. Além disso, Eden também está possuído, tendo sido atingido por uma das balas demoníacas enquanto a porta estava aberta. |                                                        |                      |                                |                        |

SEGUNDA TEMPORADA (2021)
| N.º | Título                                      | Dirigido por      | Escrito por                     | Lançamento            |
| --- | ------------------------------------------- | ----------------- | ------------------------------- | --------------------- |
| 11 | "The Premiere" "A Grande Estreia"           | Mark Tondera      | Meredith Averill & Carlton Cuse | 22 de outubro de 2021 |
| Gabe estabelece uma aliança profana com o Éden. Kinsey se prepara para a estreia do filme de terror do Esquadrão Savini. Duncan chega a Keyhouse com grandes novidades.            |                                             |                   |                                 |                       |
| 12 | "The Head and The Heart" "Cabeça e Coração" | Mark Tondera      | Liz Phang                       | 22 de outubro de 2021 |
| Tyler fica preocupado com a perda de memória de Jackie, Gabe investiga os Lockes em busca de informações sobre as chaves, e Nina encontra um homem de limpeza em seu novo emprego. |                                             |                   |                                 |                       |
| 13 | "Small World" "A Casa das Bonecas"          | Mairzee Almas     | Vanessa Rojas                   | 22 de outubro de 2021 |
| Duncan fica inquieto com uma nova hóspede. Gabe tenta separar Kinsey e Scot. Bode descobre uma chave inusitada. Nina estabelece um vínculo com Josh.                               |                                             |                   |                                 |                       |
| 14 | "Forget Me Not" "Memórias"                  | Mairzee Almas     | Vanessa Rojas                   | 22 de outubro de 2021 |
| Com o estado emocional de Duncan se deteriorando, Gabe enfrenta um dos Lockes, Tyler surpreende Jackie em seu aniversário e Kinsey enfrenta seus medos.                            |                                             |                   |                                 |                       |
| 15 | "Past is Prologue" "O Passado é um Prólogo" | Carlton Cuse      | Meredith Averill                | 22 de outubro de 2021 |
| Gabe se insinua na busca de Tyler pela chave de memória enquanto Kinsey resolve descobrir o que está acontecendo com Eden. Bode visita um velho amigo.                             |                                             |                   |                                 |                       |
| 16 | "The Maze" "O Labirínto"                    | Mairzee Alma      | Kimi Howl Lee                   | 22 de outubro de 2021 |
| Na celebração anual do Winterfest, Kinsey tenta jogar com calma em torno de Gabe, enquanto uma chave encontrada por Bode e Duncan pode oferecer uma maneira de derrubar Dodge.     |                                             |                   |                                 |                       |
| 17 | "Best Laind Plans" "O Plano Perfeito"       | Millicent Shelton | Michael D Fuller                | 22 de outubro de 2021 |
| Kinsey coloca suas habilidades de atuação à prova quando os Lockes e seus amigos armaram uma armadilha mágica em Keyhouse. Josh fica furioso com seu artefato desaparecido.        |                                             |                   |                                 |                       |
| 18 | "Irons in The Fire" "Tudo de uma Vez"       | Millicent Shelton | Jordan Riggs                    | 22 de outubro de 2021 |
| Conforme as origens da magia da família Locke vêm à tona, Tyler e Kinsey procuram proteger seus entes queridos da crescente coleção de peões de Gabe.                              |                                             |                   |                                 |                       |
| 19 | "Alpha & Ômega" "Ômega"                     | Mark Tonderai     | Meredith Averill & Liz Phang    | 22 de outubro de 2021 |
| Enquanto Tyler tenta ajudar Jackie, Gabe dá a Kinsey um prazo para atender às suas demandas, Eden manipula Josh e uma abalada Nina estende a mão.                                  |                                             |                   |                                 |                       |
| 20 | "Cliffhanger" "Tensão Final"                | Mark Tonderai     | Carlton Cuse & Meredith Averill | 22 de outubro de 2021 |
| Ameaças crescentes e uma perda devastadora levam os Lockes a um confronto feroz com Dodge. De volta a Keyhouse, Bode confronta um visitante chocante.                              |                                             |                   |                                 |                       |

TERCEIRA TEMPORADA (2022)
| N.º | Título                                          | Dirigido por  | Escrito por                     | Lançamento           |
| --- | ----------------------------------------------- | ------------- | ------------------------------- | -------------------- |
| 21 | "The Snow Globe" "O Globo de Neve"              | Guy Ferland   | Liz Phang                       | 10 de agosto de 2022 |
| Um globo de neve misterioso causa problemas em dobro à Key House, deixando Bode em uma grande fria. Kinsey e Nina tentam pegar uma chave roubada.                       |                                                 |               |                                 |                      |
| 22 | "Wedding Crashers" "Penetras no Casamento"      | Guy Ferland   | Michael D. Fuller               | 10 de agosto de 2022 |
| O dia do casamento de Duncan traz uma ótima surpresa, mas também acaba sendo a oportunidade perfeita para que estranhos revirem a casa. Bode encontra uma chave.        |                                                 |               |                                 |                      |
| 23 | "Five Minutes Past" "Cinco Minutos e o Passado" | Ed Ornelas    | Vanessa Rojas                   | 10 de agosto de 2022 |
| Bode procura a chave que o levará a seu pai. Nina enfrenta más lembranças. Kinsey e os Savinis vivem uma despedida emocionante.                                         |                                                 |               |                                 |                      |
| 24 | "Deep Cover" "Disfarce"                         | Ed Ornelas    | Mackenzie Dohr                  | 10 de agosto de 2022 |
| A mudança de atitude de Bode preocupa sua família e amigos. Tyler coloca o papo em dia com uma colega do trabalho. Gideon forma uma aliança nada sagrada.               |                                                 |               |                                 |                      |
| 25 | "Siege" "Cerco"                                 | Marisol Adler | Meredith Averill                | 10 de agosto de 2022 |
| O comportamento de Bode levanta suspeitas após uma descoberta perturbadora. A paciência de Gideon se esgota enquanto ele elabora um plano para obter as chaves.         |                                                 |               |                                 |                      |
| 26 | "Free Bird" "Livre Como um Pássaro"             | Marisol Adler | Jordan Riggs                    | 10 de agosto de 2022 |
| O capanga de Gideon consegue algo para usar contra os Lockes. Tyler e Kinsey procuram um jeito de ajudar Bode, que está elaborando um plano só dele.                    |                                                 |               |                                 |                      |
| 27 | "Curtain" "Cortina"                             | Jeremy Webb   | Carlton Cuse & Joe Hill         | 10 de agosto de 2022 |
| Gideon obriga Ellie a levá-lo até a chave que falta, arriscando a vida de um antigo colega de escola. Nina e Bode tentam destrancar o Baú do Arlequim.                  |                                                 |               |                                 |                      |
| 28 | "Farewell" "Despedida"                          | Jeremy Webb   | Meredith Averill & Carlton Cuse | 10 de agosto de 2022 |
| Os Lockes correm para impedir Gideon, que está disposto a fazer de tudo para obter a Chave da Criação. Isso vai gerar um imenso conflito e uma decisão que mudará tudo. |                                                 |               |                                 |                      |

## Produção

### Desenvolvimento
Locke & Key foi originalmente desenvolvido como um longa-metragem para a Dimension Films em 2008 produzido por John Davis o mesmo produtor de I, Robot, mas o estúdio perdeu os direitos da produção e o filme foi cancelado. Em 2010 quando Steven Spielberg entrou como produtor, a ideia já mudou de cinema para série de TV.
A DreamWorks  adquiriu os direitos da série e a 20th Century Fox Television para ser transmitida pela rede de transmissão da Fox durante a temporada de televisão 2010-11 com Josh Friedman escrevendo a adaptação do roteiro do piloto. Alex Kurtzman e Bob Orci atuaram como produtores executivos do piloto, estrelado por Mark Pellegrino, Miranda Otto, Jesse McCartney, Sarah Bolger, Skylar Gaertner e Nick Stahl.
Em maio de 2011 o piloto não recebeu um pedido de série da Fox, a decisão caiu para a Fox, depois de escolher Alcatraz
de JJ Abrams para a temporada 2011-2012, não havia espaço na programação para dois programas de mistério sobrenaturais com alto orçamento, a Fox tentou vender o piloto para outra emissora, mas sem sorte e custos crescentes - $ 10 milhões já haviam sido gastos - eles desistiram. 
embora tenha sido exibido na San Diego Comic-Con em 2011. Na Comic-Con de San Diego de 2014, uma trilogia de longa-metragem foi anunciada pela Universal Pictures com Kurtzman e Orci que deviam atuar como produtores executivos,mas a produção não deu certo e a franquia foi cancelada.
Em 9 de maio de 2016, foi relatado que a IDW Entertainment estava desenvolvendo uma adaptação da série de televisão de Locke & Key novamente. O escritor do romance, Joe Hill, deveria escrever o piloto da produção e servir como produtor executivo. O projeto estava sendo desenvolvido em associação com o Circle of Confusion com a intenção de lançar a série para redes a cabo e serviços de streaming.
Em 20 de abril de 2017, foi anunciado que o Hulu havia dado à produçãoa um pedido de um piloto. A produção foi desenvolvida por Carlton Cuse com Hill e deve ser dirigida por Scott Derrickson. Esperava-se que Cuse atuasse como produtor executivo e produtor executivo da série em potencial, ao lado de Hill, Derrickson, Lindsey Springer, Ted Adams e David Ozer. As empresas de produção envolvidas com o piloto devem incluir Carlton Cuse Productions e IDW Entertainment.Em 14 de julho de 2017, foi relatado que Andy Muschietti estava substituindo Derrickson como diretor do piloto, pois Derrickson foi forçado a abandonar a produção devido a um conflito de agendamento. Em 27 de março de 2018, foi relatado que o Hulu havia passado o piloto e se recusou a encomendá-lo em série.

### Aquisição pela Netflix
Em 29 de maio de 2018, foi relatado que a produção estava em negociações finais com a Netflix para um pedido de série. A Netflix planejava refazer a série e descartar o piloto anterior encomendado pelo Hulu. Devido a conflitos de agendamento, Andy Muschietti não deveria dirigir o novo piloto da produção, mas continuaria atuando como produtor executivo ao lado de Hill, Cuse, Adams, Ozer e Barbara Muschietti. As empresas de produção envolvidas com a nova iteração do projeto foram definidas para incluir a Genre Arts, IDW Entertainment. Em 25 de julho de 2018, foi anunciado que a Netflix havia oficialmente dado à produção um pedido de série para uma primeira temporada composta por 10 episódios. Aron Eli Coleite, Meredith Averill e Rick Jacobs foram anunciados como novos produtores executivos. O Circle of Confusion também deveria atuar novamente como uma empresa de produção da série. A nova iteração da série foi criada por Hill e desenvolvida por Cuse, Coleite e Averill. O novo primeiro episódio foi escrito por Hill e Coleite, com Cuse e Averill atuando como showrunners. Michael Morris dirigiu os dois primeiros episódios e atua como produtor executivo.

Na adaptação dos quadrinhos para a série na Netflix, a cidade fictícia onde a casa dos Locke estava localizada foi alterada de Lovecraft, Massachusetts, para Matheson, Massachusetts. De acordo com Cuse e Averille, essa mudança havia sido sugerida por Hill: 
| “ | enquanto o cenário de quadrinhos de Lovecraft era para homenagear o autor HP Lovecraft e, portanto, tinha mais temas Lovecraftianos | ” |

  Hill queria homenagear o autor e roteirista Richard Matheson com a série.
Apesar do fato de a série não ter recebido um pedido para uma segunda temporada, a escrita para uma potencial segunda temporada começou antes da estréia da primeira temporada.
De fato, com uma forte recepção dos críticos e espectadores, a Netflix parece preparada para continuar por esse caminho e o We Got This Covered revelou que o plano atual é fazer 4 temporadas no total.
A Netflix renovou a série para uma segunda temporada em 30 de março de 2020. Em 18 de dezembro de 2020, a Netflix renovou a série para uma terceira temporada.

### Escolha do elenco
Em agosto de 2017, foi anunciado que Frances O'Connor e Jackson Robert Scott haviam sido escalados para os papéis principais do piloto encomendado pela Hulu. Em setembro de 2017, foi relatado que Megan Charpentier e Nate Corddry haviam se juntado ao elenco principal. Em outubro de 2017, foi anunciado que Jack Mulhern, Danny Glover e Owen Teague haviam sido escalados para estrelar papéis no piloto.

### Alteração
Juntamente com o anúncio da mudança da produção para a Netflix, foi anunciado que todos os papéis da série seriam reformulados, com exceção de Jackson Robert Scott como Bode Locke. Em 19 de dezembro de 2018, foi relatado que Connor Jessup e Emilia Jones foram escalados para substituir Mulhern e Charpentier, respectivamente. Em janeiro de 2019, foi anunciado que Sherri Saum, Griffin Gluck, Steven Williams (substituindo Glover), Darby Stanchfield (substituindo O'Connor), Laysla De Oliveira e Kevin Alves juntaram-se ao elenco com Gluck, Stanchfield e De Oliveira nos papéis principais e Williams e Alves começaram a aparecer em uma capacidade recorrente. Em fevereiro de 2019, foi relatado que Petrice Jones e Thomas Mitchell Barnet (substituindo Teague) se juntaram ao elenco principal e que Asha Bromfield e Felix Mallard apareceriam em papéis recorrentes.
Em 30 de setembro de 2020, Aaron Ashmore e Hallea Jones foram promovidos a regulares da série, enquanto Brendan Hines foi escalado como um novo personagem regular da segunda temporada.

### Participação especial
Espelhando sua aparência como personagens dos quadrinhos, os criadores Joe Hill e Gabriel Rodriguez tiveram aparições no final da primeira temporada como paramédicos.

### Locais e Filmagens

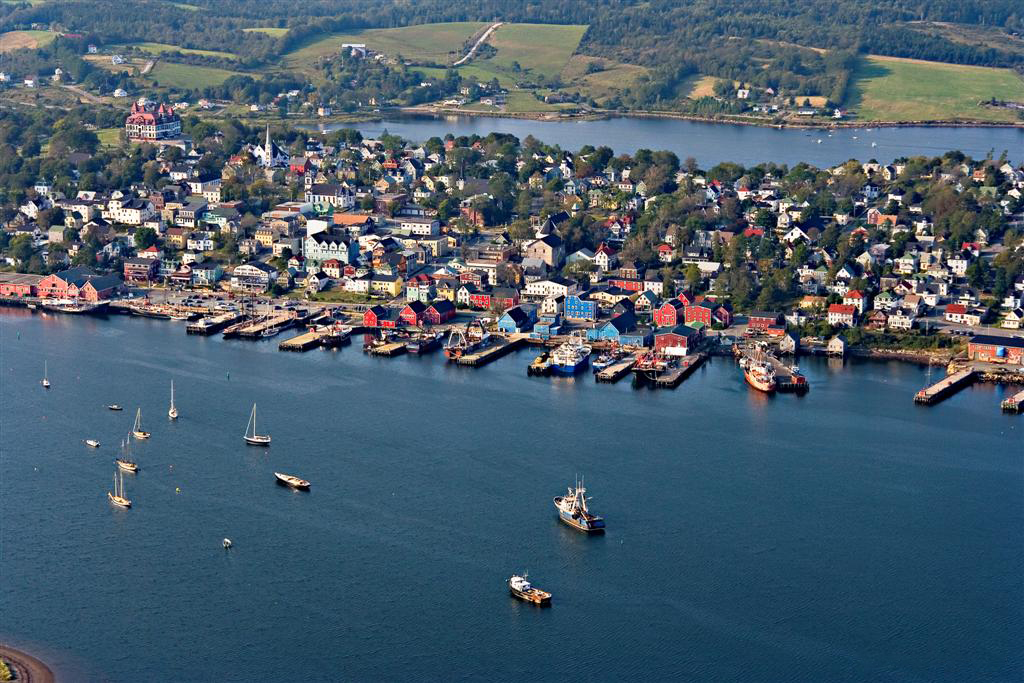
Lunenburg, Nova Escócia
foi usada para fotos da fictícia Matheson, Massachusetts.

A fotografia principal da série ocorreu de 11 de fevereiro a 5 de julho de 2019, em Toronto, no Canadá. Cenas dentro do ficcional Matheson foram filmadas em Lunenburg, Nova Escócia, além de outras cenas externas, como a parte externa da Caverna do Afogamento. A própria casa Locke era um cenário construído e filmado no Cinespace Film Studios em Toronto, juntamente com outras cenas internas.As filmagens da segunda temporada foram iniciadas em 21 de Setembro de 2020, e foram encerradas em 12 de abril de 2021.
As gravações da terceira temporada foram iniciadas ainda em maio de 2021 e finalizadas em 15 de setembro de 2021.

## Recepção

### Crítica
A série recebeu críticas mistas a positivas dos críticos, com a pontuação, o design do cenário e os efeitos visuais sendo destacados como destaques do programa. Os críticos elogiaram principalmente o manuseio do programa de temas relacionados à perda e trauma, bem como o uso de elementos de gênero de terror, enquanto criticavam o uso de drama adolescente e subtramas de romance para arrastar a história. As performances de Jackson Robert Scott e Laysla de Oliveira receberam elogios particulares.

O USA Today afirmou que o show teve "uma estréia quase tão forte quanto Stranger Things em 2016, mas precisou de alguns ajustes para ultrapassar o obstáculo entre bom e ótimo". O IGN creditou o programa por sua representação de trauma e seus efeitos visuais, e elogiou as performances de Scott e de Oliveira, enquanto o criticava por não criar tensão constantemente.
Polygon fez uma crítica mais negativa, criticando a decisão de fazer a adaptação televisiva enfatizar os elementos de história e fantasia da maioridade da série, enquanto encobria os elementos de horror e assombrava os visuais do material de origem. Em particular, sua revisão criticou as subparcelas desinteressantes e o ritmo inconsistente.

### Recepção da crítica
Nas revisão agregador site Rotten Tomatoes, a série tem um índice de aprovação de 66%, com 61 comentários, com uma classificação média de 6,67 / 10. O consenso crítico do site diz: "Embora a Locke & Key às vezes se esforce para obter um tom consistente, ela capta o suficiente da essência de seu material de origem para proporcionar um tempo incrivelmente divertido e suficientemente assustador". O agregador de análises Metacritic deu à série uma pontuação de 62 em 100, com base em 19 críticos, indicando "revisões geralmente favoráveis".